# Ludwig Eisenberg

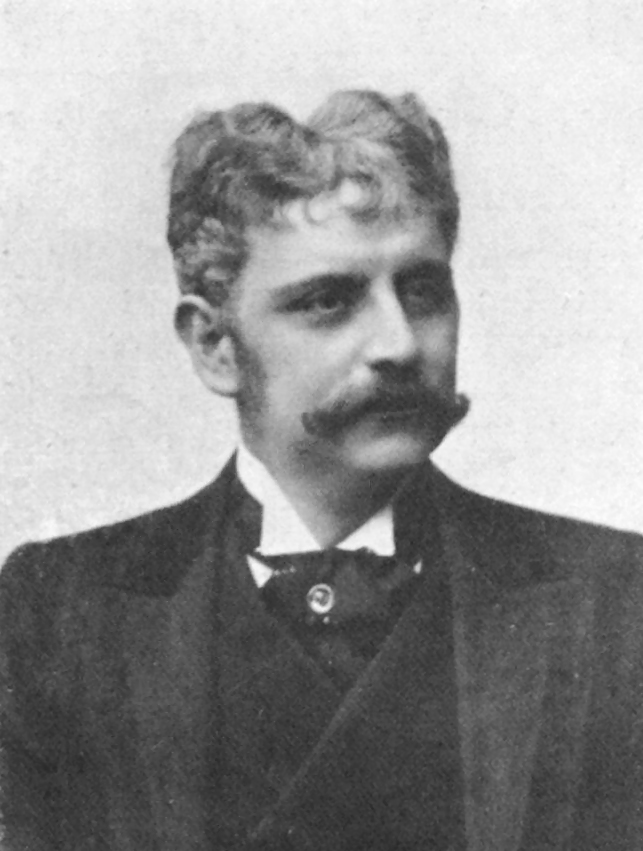
Ludwig Eisenberg

Ludwig Julius Anton Eisenberg (* 5. März 1858 in Berlin, Königreich Preußen; † 25. Jänner 1910 in Wien, Österreich-Ungarn) war ein österreichischer Schriftsteller. Er gab Biographienlexika über Wiener Künstler und deutschsprachige Schauspieler heraus. 

## Leben

### Herkunft und erste berufliche Tätigkeiten
Ludwig Eisenberg stammte aus einer jüdischen Familie. Der Vater war der Fabrikant Eugen Eisenberg, die Mutter dessen Ehefrau Emilie, geborene Wiener. Die Familie lebte ab 1860 in Prag. Ludwigs Bruder James Eisenberg (* 15. Juni 1861 in Prag; † 22. Mai 1910 in Wien) wurde ein bekannter Gynäkologe.
Ludwig Eisenberg studierte Naturwissenschaften an den Universitäten Prag, Wien, Heidelberg, Jena und Göttingen. Nach seiner Promotion dort zum Dr. phil. arbeitete er als Chemiker. 
Am 7. März 1882 heiratete er Amalie Kirsch (1862–1939) im jüdischen Stadttempel Wien. 
Danach war er von 1886 bis 1891 als Mitarbeiter der Österreichisch-Ungarischen Staatsbahnen tätig.

### Literarische Publikationen
Bereits ab 1886 war Ludwig Eisenberg Redakteur bei der Allgemeinen Kunstchronik, später auch bei weiteren in- und ausländischen Zeitungen. Ab 1891 lebte er ganz als freier Schriftsteller. 
Ab 1889 gab er Das geistige Wien. Künstler- und Schriftsteller-Lexikon heraus, anfänglich mit Richard Groner. 1903 publizierte er das Große Biographische Lexikon der Deutschen Bühnen im XIX. Jahrhundert.
Ludwig Eisenberg starb am 25. Jänner 1910 im Alter von 51 Jahren und wurde zwei Tage später auf dem Hietzinger Friedhof (Gruppe 22, Nummer 23) beerdigt. Dort ist ihm ein Ehrengrab gewidmet.

## Nachruf
„Gestern ist hier der bekannte Lexikograph Dr. Ludwig Eisenberg im Alter von 52 Jahren gestorben. Eisenberg ist in weitesten Kreisen durch ‚Das geistige Wien‘ bekannt geworden, das in zwei Teilen alle in Wien wirkenden Schriftsteller, Künstler und Gelehrte behandelte. Dem ‚Geistigen Wien‘ ließ er die Biographien von Johann Strauß und Sonnenthal und dann das große Bühnenlexikon folgen, das die Biographien und kritischen Würdigungen aller deutschen Schauspieler des XIX. Jahrhunderts umfaßt. In seiner Gründlichkeit ist das Lexikon ein vortreffliches Nachschlagebuch. Dr. Eisenberg war Besitzer der mit dem kaiserlichen Wahlspruche gezierten Medaille und vieler anderer Auszeichnungen. Sein Bruder ist der bekannte Frauenarzt Dr. James Eisenberg. Zu dem großen Freundeskreis des Verblichenen gehörten unter anderen Martinelli, Komponist Weinberger, Wilhelm Goldbaum, Chiavacci, Karlweis und Ferdinand Groß.“

## Ehrungen
Ludwig Eisenberg war Träger des K.u.k. Österreichischen Ehrenzeichens für Kunst und Wissenschaft.
Der Komponist Johann Strauss, dessen erste erschienene Biografie Eisenberg (allerdings fehlerbehaftet und durch dessen dritte Ehefrau Adele beeinflusst) schrieb, dankte ihm für diese mit einem Brief vom 10. Oktober 1894, der als Nachsatz enthält: „Der Himmel kröne Ihre Arbeit mit Erfolg.“ Aufforderungen, die Eisenberg-Biografie zu kommentieren, die er im Übrigen niemals gelesen hatte, tat Strauss ab u. a. mit den Worten: „Was geh’ ich mich an“, was wiederum der Titel einer weiteren Biografie in den 1990er Jahren von ihm wurde.
Die Eisenberggasse in Wien im 23. Bezirk ist seit 1960 nach ihm benannt.

## Veröffentlichungen

### „Großes Biographisches Lexikon der Deutschen Bühne“

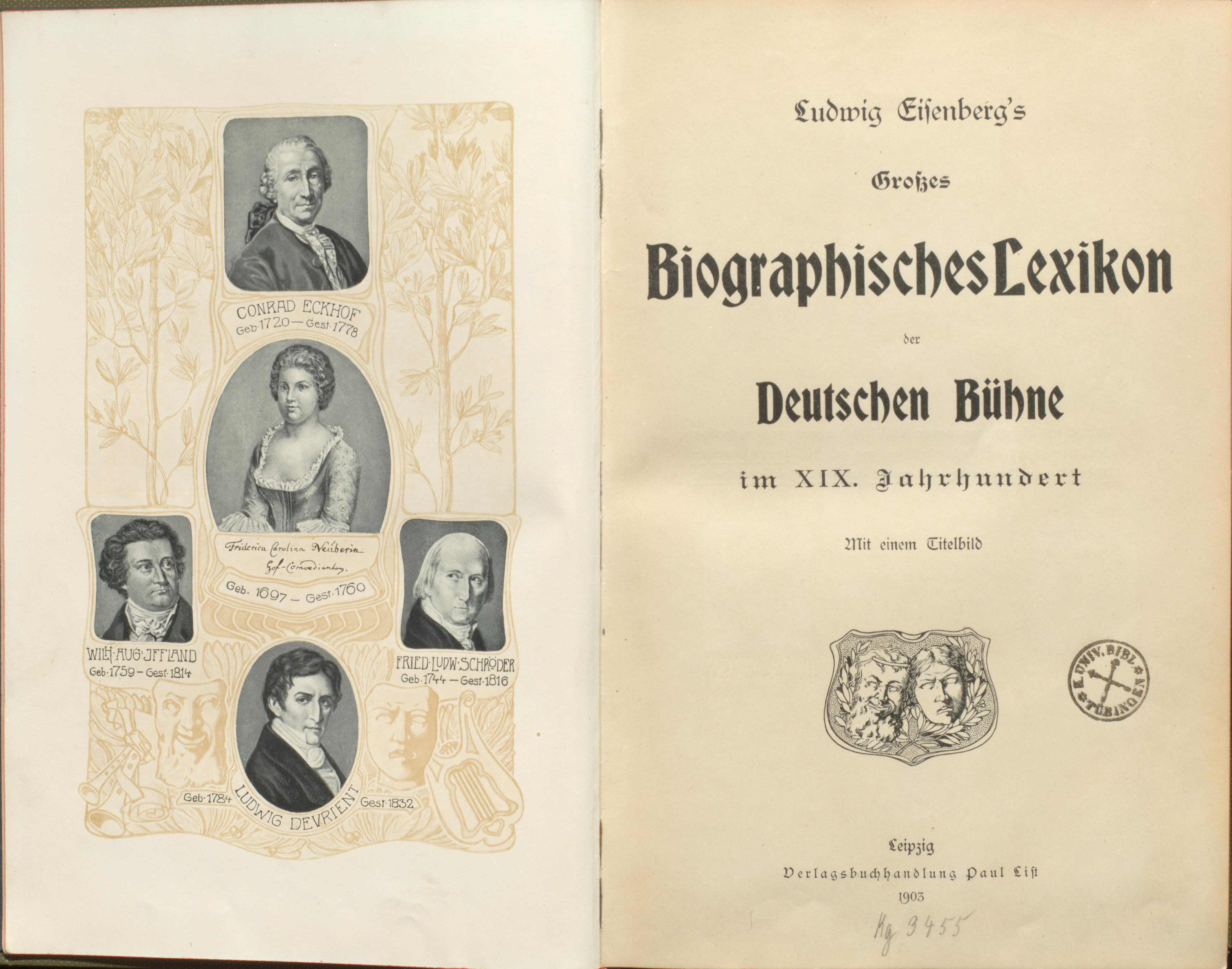
Ludwig Eisenbergs Großes Biographisches Lexikon der Deutschen Bühne. Frontispiz mit Conrad Ekhof, Friederike Caroline Neuber, August Wilhelm Iffland, Friedrich Ludwig Schröder und Ludwig Devrient

Sein bedeutendstes Werk ist das Große Biographische Lexikon der Deutschen Bühne von 1903.
Darin sind etwa 3000 Schauspieler mit ihren Biographien dargestellt. Dieses gilt als das wichtigste Nachschlagewerk über Bühnenkünstler des 19. Jahrhunderts. Interessant sind detaillierte Schilderungen aus ihrem Bühnenleben. Einzelne biographische Daten sind aber fehlerhaft. (Diese wurden dann mitunter trotzdem in neueren Publikationen übernommen.)
Das Biographische Bühnen-Lexikon der deutschen Theater von Othmar G. Flüggen von 1893 enthält exaktere Angaben. Ansonsten gibt es das neuere Deutsche Theater-Lexikon und die Deutsche Biographische Enzyklopädie, die aber in Einzelfällen auch fehlerhaft sein können.

### Werke
- Das geistige Wien. ZDB-ID 1308834-8
  - (mit Richard Groner) 1. Jahrgang, 1889: Das geistige Wien. Mittheilungen über die in Wien lebenden Architekten, Bildhauer, Bühnenkünstler, Graphiker, Journalisten, Maler, Musiker und Schriftsteller.
  - (mit Richard Groner) 2. Jahrgang, 1890: Das geistige Wien. Mittheilungen über die in Wien lebenden Architekten, Bildhauer, Bühnenkünstler, Graphiker, Journalisten, Maler, Musiker und Schriftsteller. Künstler- und Schriftsteller Lexikon.
  - 3. Jahrgang, 1891: Künstler- und Schriftsteller-Lexikon Das geistige Wien. Mittheilungen über Wiener Architekten, Bildhauer, Bühnenkünstler, Graphiker, Journalisten, Maler, Musiker und Schriftsteller.
  - 4. Jahrgang, 1892: „Supplementband“ Künstler- und Schriftsteller-Lexikon Das geistige Wien. Mittheilungen über Wiener Architekten, Bildhauer, Bühnenkünstler, Graphiker, Journalisten, Maler, Musiker und Schriftsteller. (Digitalisat)
  - 5. Jahrgang, 1893: Das geistige Wien
    - Bd. 1: Belletristisch-künstlerischer Theil. Mittheilungen über die in Wien lebenden Architekten, Bildhauer, Bühnenkünstler, Graphiker, Journalisten, Maler, Musiker und Schriftsteller.
    - Bd. 2: Medicinisch-naturwissenschaftlicher Theil. Mittheilungen über Wiener Fachschriftsteller und Gelehrte auf dem Gebiete der Medicin (nebst Thierheilkunde und Pharmacie) und Naturwissenschaften. (Digitalisat)
- Von der Strecke. Ernste und heitere Geschichten aus dem Eisenbahnleben. Brockhausen, Wien u. a. 1891.
- Johann Strauss. Ein Lebensbild. Breitkopf & Härtel, Leipzig 1894 (Digitalisat)
- Adolf Sonnenthal. Eine Künstlerlaufbahn als Beitrag zur modernen Burgtheater-Geschichte. Mit einem Vorwort von Ludwig Speidel. Pierson, Dresden 1896 (2., vermehrte Auflage als: Adolf Sonnenthal. Eine Künstlerlaufbahn. Als Beitrag zur Geschichte des modernen Burgtheaters. ebenda 1900) (Digitalisat)
- Ludwig Eisenbergs Großes Biographisches Lexikon der Deutschen Bühne im XIX. Jahrhundert. Verlag Paul List, Leipzig 1903 (archive.org)